# Lekkoatletyka na Letnich Igrzyskach Paraolimpijskich 2012 – 200 metrów T37 kobiet
W biegu na 200 metrów kl. T37 kobiet podczas Letnich Igrzysk Paraolimpijskich 2012 rywalizowało ze sobą 15 zawodniczek. W konkursie udział wzięły zawodniczki z porażeniem mózgowym, posiadających problemy z koordynacją ruchową w połowie swego ciała.

## Wyniki

### Eliminacje

#### Bieg 1
| Miejsce | Zawodniczka                | Państwo         | Czas  | Uwagi |
| ------- | -------------------------- | --------------- | ----- | ----- |
| 1.      | Maria Seifert              | Niemcy          | 29.87 | Q     |
| 2.      | Oksana Kreczunjak          | Ukraina         | 30.02 | Q     |
| 3.      | Wiktoryja Krawczenko       | Ukraina         | 30.33 | Q     |
| 4.      | Anastazja Owszannikowa     | Rosja           | 30.99 |       |
| 5.      | Katrina Hart               | Wielka Brytania | 31.04 |       |
| 6.      | Matthildur Þorsteinsdóttir | Islandia        | 32.16 |       |
| 7.      | Heather Jameson            | Irlandia        | 32.76 |       |
| 8.      | Jewgienija Trusznikowa     | Rosja           | dq    |       |

#### Bieg 2
| Miejsce | Zawodniczka        | Państwo         | Czas  | Uwagi |
| ------- | ------------------ | --------------- | ----- | ----- |
| 1.      | Johanna Benson     | Namibia         | 29.39 | Q     |
| 2.      | Bethany Woodward   | Wielka Brytania | 29.50 | Q     |
| 3.      | Jenny McLoughlin   | Wielka Brytania | 29.73 | Q     |
| 4.      | Neda Bahi          | Tunezja         | 30.00 | q     |
| 5.      | Maryna Snisar      | Ukraina         | 30.56 | q     |
| 6.      | Swietłana Sergeewa | Rosja           | 30.84 |       |
| 7.      | Isabelle Foerder   | Niemcy          | 30.91 |       |

### Finał
| Miejsce | Zawodniczka          | Państwo         | Czas  | Uwagi |
| ------- | -------------------- | --------------- | ----- | ----- |
|         | Johanna Benson       | Namibia         | 29.26 |       |
|         | Bethany Woodward     | Wielka Brytania | 29.65 |       |
|         | Maria Seifert        | Niemcy          | 29.86 |       |
| 4.      | Oksana Kreczunjak    | Ukraina         | 29.89 |       |
| 5.      | Jenny McLoughlin     | Wielka Brytania | 30.08 |       |
| 6.      | Wiktoryja Krawczenko | Ukraina         | 30.09 |       |
| 7.      | Neda Bahi            | Tunezja         | 30.28 |       |
| 8.      | Maryna Snisar        | Ukraina         | 30.76 |       |